# Station Woodhouse
Woodhouse is een spoorwegstation van National Rail in Woodhouse, Sheffield in Engeland. Het station is eigendom van Network Rail en wordt beheerd door Northern Rail. 